# Schlössl (Bad Reichenhall)

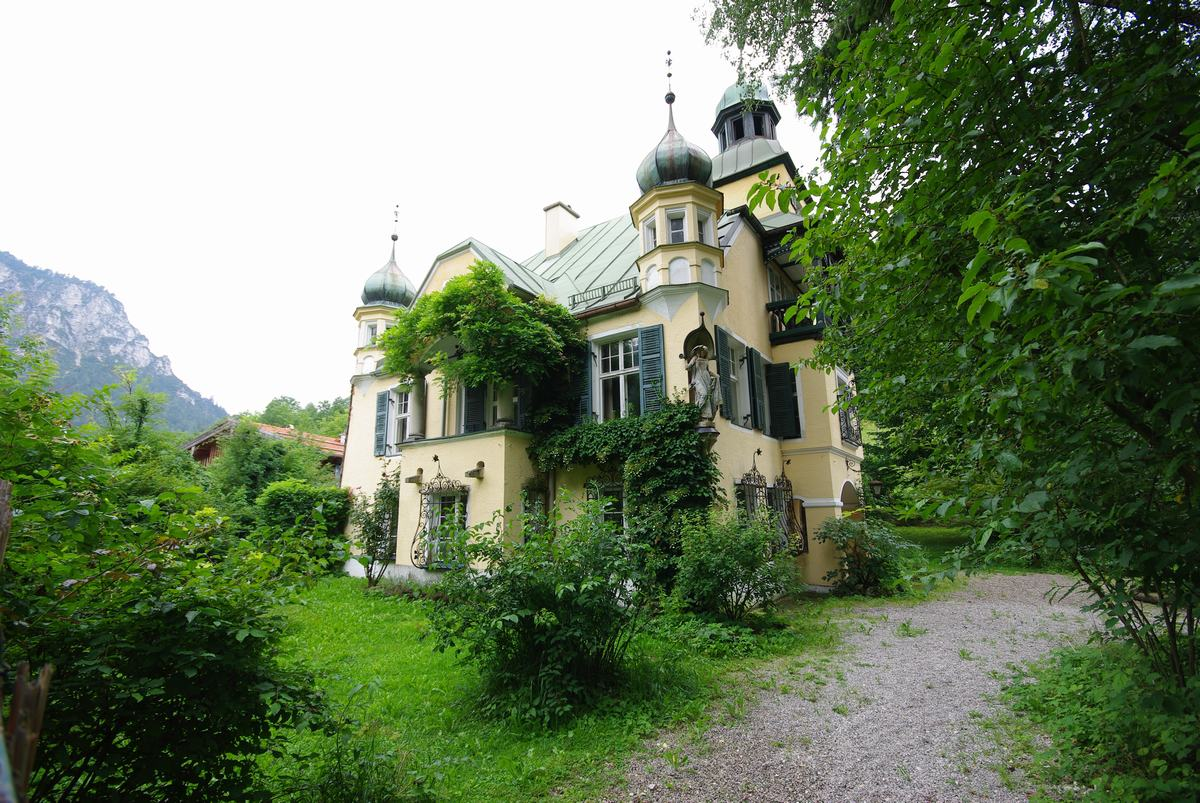
Schlössl in Bad Reichenhall

Das Schlössl im Ortsteil Karlstein der oberbayerischen Stadt Bad Reichenhall ist eine Villa, die ab dem 17. Jahrhundert errichtet wurde.
Das Gebäude steht unter Denkmalschutz und ist unter der Nummer D-1-72-114-180 in die Bayerische Denkmalliste eingetragen.

## Geschichte
Der Vorgängerbau des Schlössls wurde im 17. Jahrhundert aus Steinen der direkt oberhalb gelegenen Burgruine Karlstein erbaut. 1898 wurde das Gebäude zu einer neubarocken Villa ausgebaut. Die Einfriedung ist auch zu dieser Zeit entstanden. Das zugehörige Stallgebäude mit Hühnerstall wurde 1757 errichtet, das Rauchhaus 1899 und der Holzstadel nach 1900.

## Baubeschreibung
Beim Schlössl handelt es sich um eine neubarocke Villa mit Ecktürmchen, Mittelrisaliten und offenen Arkaden. Die Villa ist von einem kleinen Park und einer schmiedeeisernen Einfriedung umgeben.

## Zugehörige Gebäude
Zum Schlössl gehören ein Stallgebäude mit angeschlossenem Hühnerstall, ein Holzstadel mit Tonnengewölbe sowie das Rauchhaus mit Laubsägearbeiten.

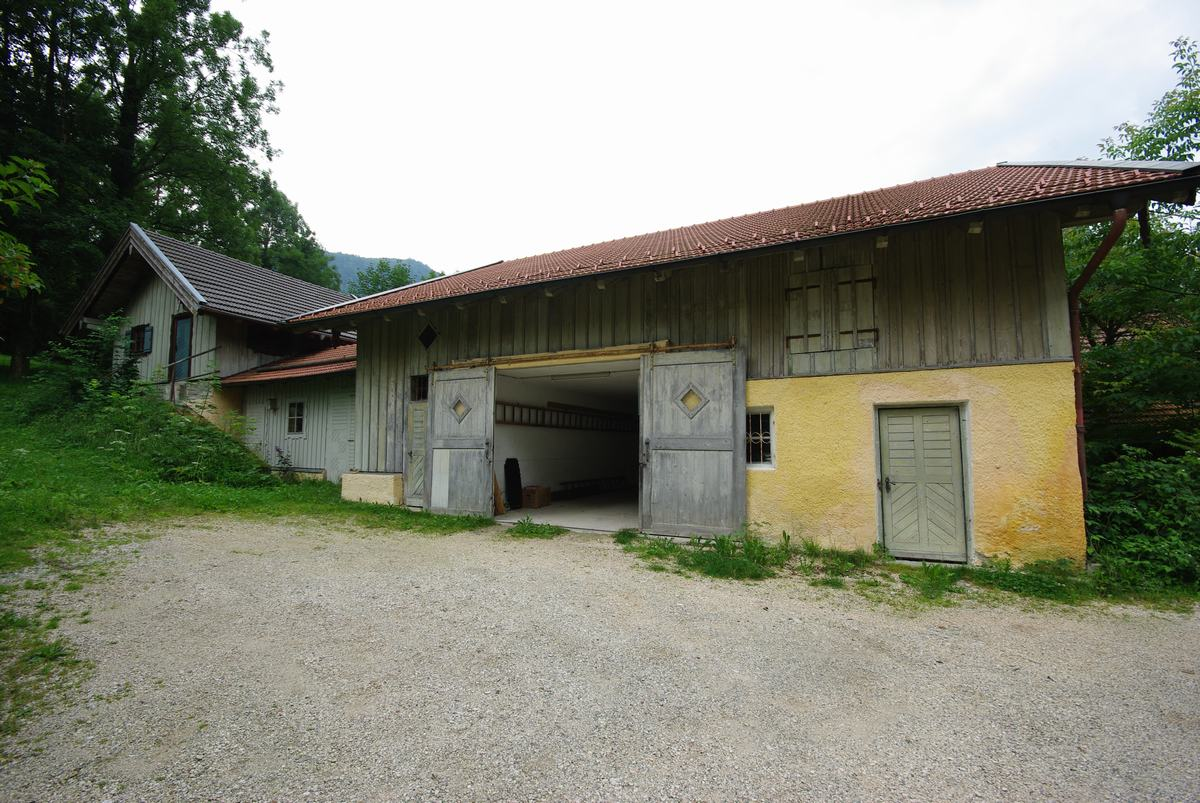
Stallgebäude und Holzstadel
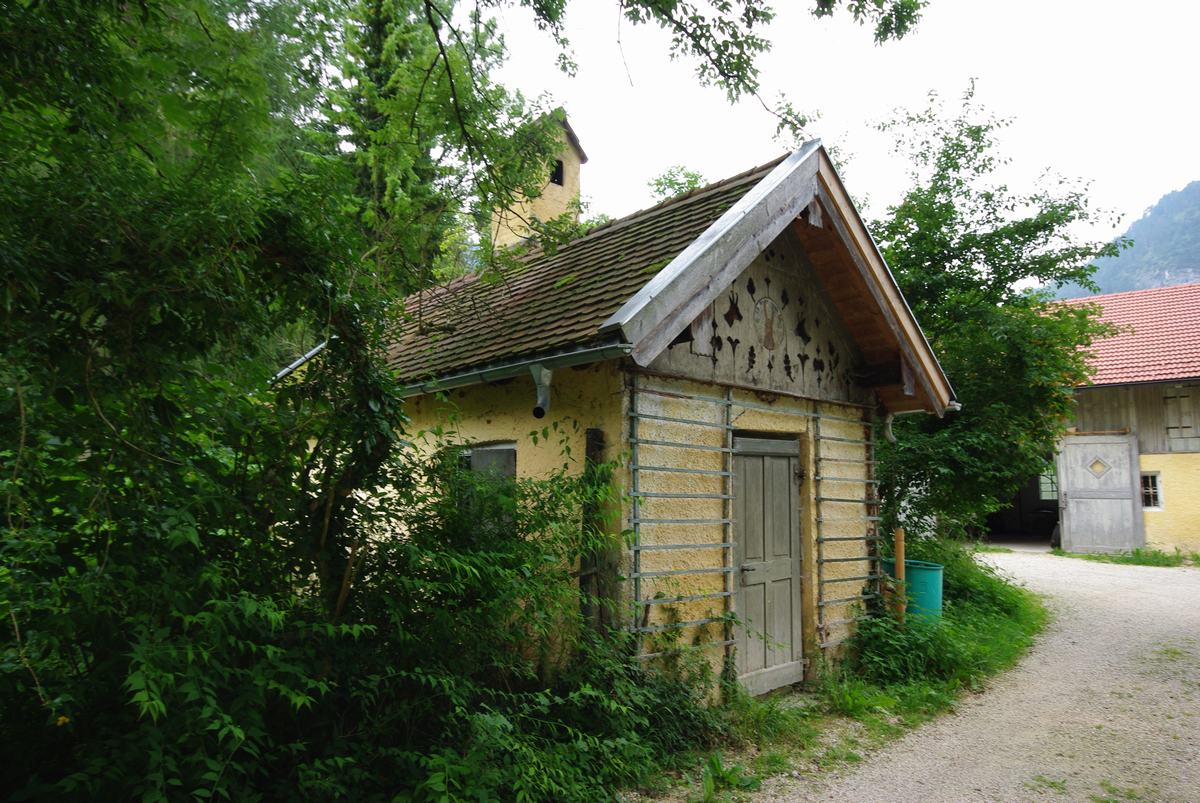
Rauchhaus